# Bottumor

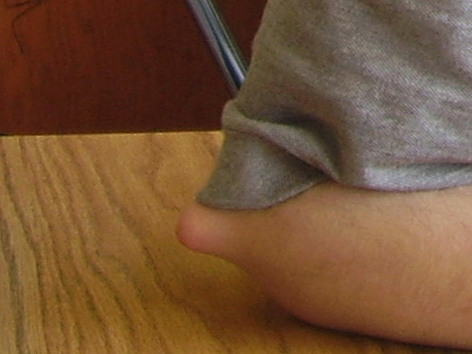
Bottumor van de arm

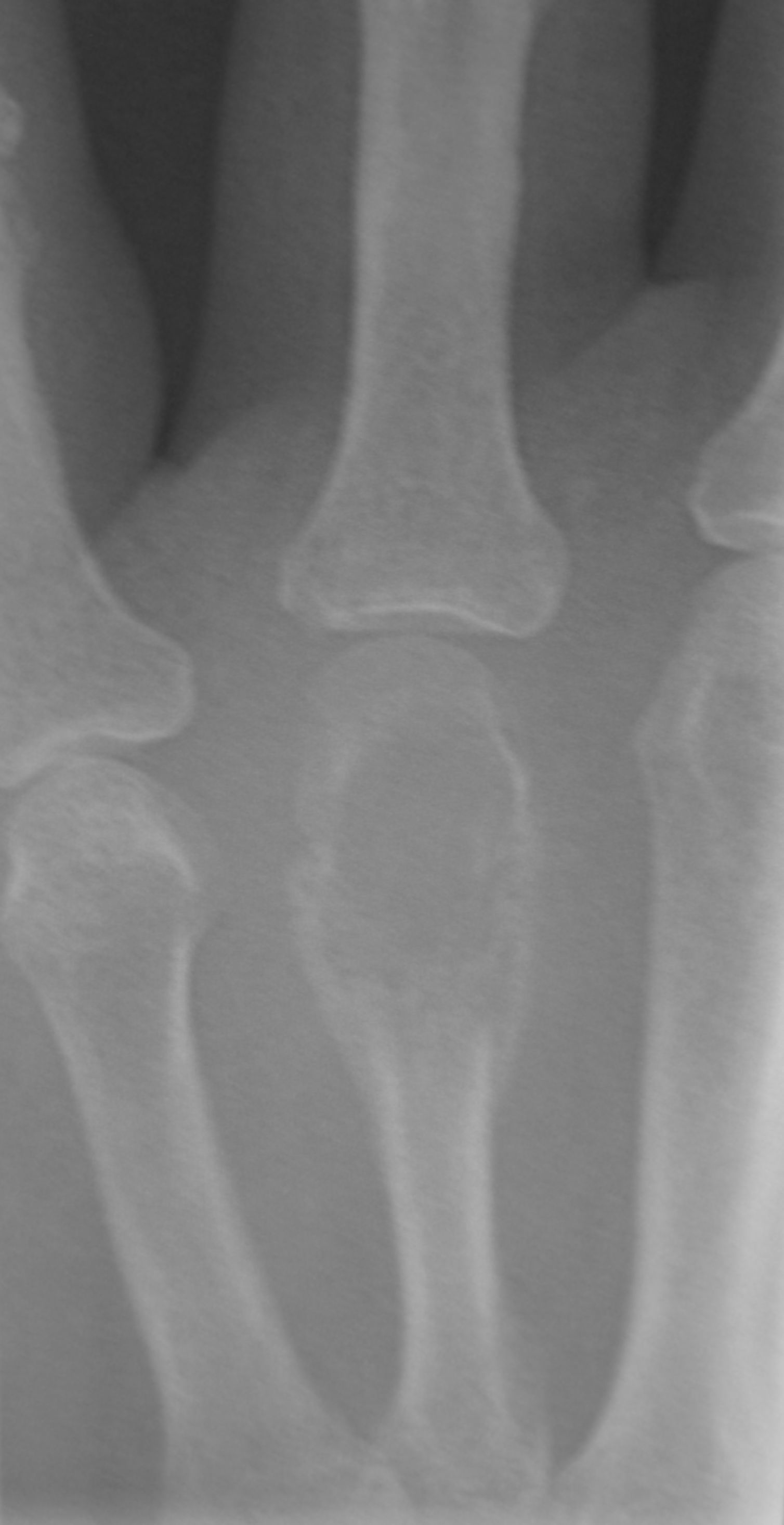
röntgenfoto van een reusceltumor in het kopje van het vierde middenhandsbeentje van de linkerhand.

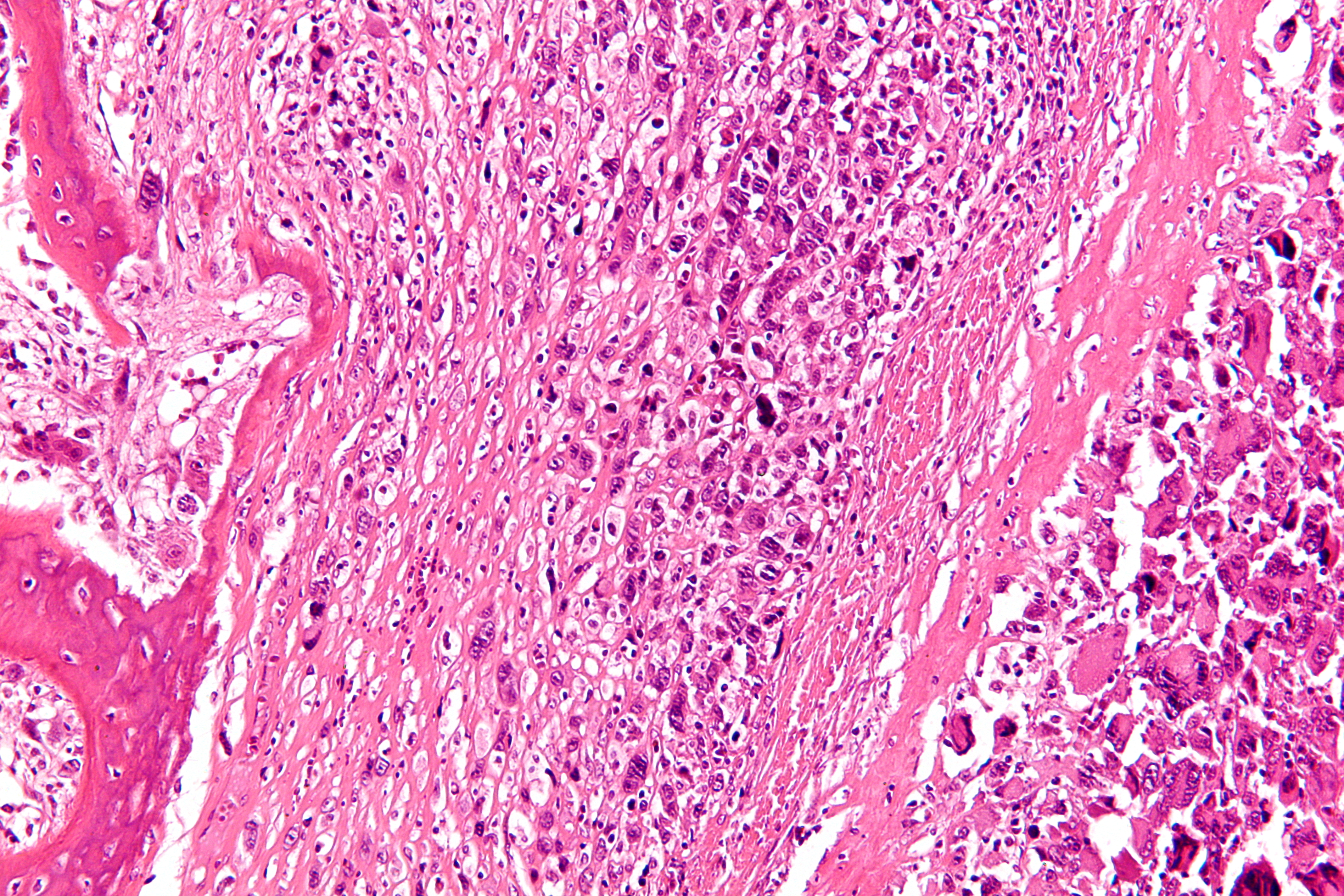
Microscopische opname van een (kwaadaardig) osteosarcoom.

Een bottumor of beentumor is een plaatselijke abnormale groei van cellen in het bot. Bottumoren (of botgezwellen) kunnen goedaardig (benigne) zijn of kwaadaardig (maligne).

## Indeling
Een tumor heet kwaadaardig als hij de eigenschap heeft om in te groeien in het omliggende weefsel (infiltratie) en uit te zaaien (metastasering).
Een kwaadaardige tumor heet kanker:
Sarcoom (uitgaande van bindweefsel en afgeleiden), of
Carcinoom (uitgaande van epitheel e.d)
Kankers die beginnen in de botten worden primaire bottumoren genoemd. Kankers die beginnen in een ander deel van het lichaam (zoals de borst, longen of darmen zijn voorbeelden van secundaire of gemetastaseerde botkanker; die gedragen zich heel anders dan primaire bottumoren. Multipel myeloom verspreidt zich ook door het bot, maar is een ziekte van het beenmerg en wordt niet beschouwd als een primaire bottumor.
Zie de tabel voor enkele voorbeelden.
| Goedaardige bottumor:    | Primaire kwaadaardige bottumor: | Secundaire kwaadaardige bottumor (metastase): |  |
| ------------------------ | ------------------------------- | --------------------------------------------- |  |
| Exostose                 | Osteosarcoom                    | Prostaatcarcinoom                             |  |
| Osteochondroom           | Chondrosarcoom                  | Multipel myeloom                              |  |
| Solitaire botcyste       | Ewing-sarcoom                   | Mammacarcinoom                                |  |
| Aneurysmatische botcyste | Fibrosarcoom                    | Coloncarcinoom                                |  |
| Reusceltumor             | -                               | Longkanker                                    |  |

## Oorzaken
De oorzaak van -primaire- botkanker is onbekend. Wel zijn er risicofactoren bekend die de kans om het te krijgen groter maken, zoals blootstelling aan straling, vroegere behandeling met chemotherapie, sommige botziekten, zoals de ziekte van Paget, en sommige zeldzame erfelijke ziekten. Soms wordt trauma genoemd als oorzaak, maar waarschijnlijk is dit een omkering van oorzaak en gevolg (fracturen die het gevolg zijn van een reeds bestaande maar nog niet ontdekte tumor).

## Epidemiologie
Primaire kwaadaardige bottumoren worden vooral bij kinderen en adolescenten gevonden.
Het gaat om 2% van de kanker bij kinderen, maar bij adolescenten is het de op een na meest voorkomende kanker.
De incidentie van botkanker is hoger in families met familiaire kanker syndromen. De incidentie van botkanker bij kinderen is ongeveer 5 gevallen per miljoen kinderen per jaar; in Nederland ongeveer 150.
Gemiddeld is er 1-8 maanden sprake van klachten voor de dokter wordt geraadpleegd.
Secundaire botkanker, dus metastasen van een tumor elders, wordt vooral bij ouderen boven de 45 jaar gezien.

## Symptomen
- Fractuur, met name spontane of pathologische fractuur bij een gering trauma; diagnose kan gemist worden wanneer het botvlies en/of de weke delen niet beschadigd zijn waardoor men niet aan een botbreuk denkt);
- Botpijn, kan erger worden 's nachts;
- Af en toe kan een knobbel of zwelling worden gevoeld op de plek van de tumor.

Sommige goedaardige tumoren hebben geen symptomen.

## Aanvullend onderzoek
- Alkalische fosfatase bepaling in bloed; eventueel botfractie.
- Röntgenfoto van het bot
- Botbiopsie
- Botscan
- MRI van het bot en het omringende weefsel

Deze ziekte kan ook invloed hebben op de resultaten van de volgende tests:
- Calcium- en fosfaatgehalte in het bloed
- bijschildklierhormoon

## Behandeling
Iedere patiënt met een (kwaadaardige) bottumor wordt behandeld door een multidisciplinair behandelteam met veel ervaring in de behandeling van deze zeldzame aandoening. Er zijn vier behandelteams in Nederland actief, te weten; AMC in Amsterdam, UMCG in Groningen, UMCN Radboud in Nijmegen en LUMC in Leiden. Het team bestaat o.a. uit een (kinder)oncoloog, orthopeed, radioloog, patholoog, radiotherapeut, thoraxchirurg, neurochirurg, revalidatiearts, fertiliteitsarts, orthopedisch instrumentmaker, maatschappelijk werkende, fysiotherapeut, pedagogisch medewerker, oncologie verpleegkundige en verpleegkundig specialist. Aangezien de afwijking in het bot zit, is het eerste contact in het ziekenhuis meestal met de orthopeed. Gedurende het behandelingstraject is het multidisciplinaire team permanent bij de behandeling betrokken. De hoofdbehandelaar wisselt afhankelijk van het stadium waarin de patiënt zich bevindt, bijvoorbeeld tijdens de chemotherapie is dit de oncoloog, tijdens de chirurgie de orthopeed. Het beleid wordt tijdens het wekelijkse multidisciplinair overleg besproken.
In Nederland wordt de diagnose en het behandeladvies ondersteund door de Nederlandse Commissie voor Beentumoren. Veel specialisten, die werken in bovengenoemde Academische centra zijn lid van deze commissie.
Voor de behandeling van kwaadaardige bottumoren zie men
 en de artikelen over de afzonderlijke tumoren.
In België kan in principe ieder hospitaal zich bezighouden met bottumoren, al komt men in de regel wel bij een academisch hospitaal, zoals Leuven of Brussel terecht.
Benigne bottumoren hebben niet altijd een behandeling nodig, maar worden veelal radiologisch vervolgd of ze groeien. Chirurgische verwijdering van de tumor kan soms nodig zijn, bijvoorbeeld om een pathologische fractuur te voorkomen.

## Vooruitzichten
De vooruitzichten zijn afhankelijk van het type van de tumor. Het resultaat is naar verwachting goed voor mensen met een goedaardige (benigne) tumor, hoewel sommige soorten van goedaardige tumoren (bijvoorbeeld chondromen) uiteindelijk kwaadaardig kunnen worden. De meeste patiënten met kwaadaardige bottumoren die zich niet hebben verspreid, genezen. Zoals gezegd dient behandeling plaats te vinden in een gespecialiseerd centrum, waarvan er in Nederland vier zijn.
Helaas is er na bestraling en/of chemotherapie een verhoogde kans op een tweede maligniteit verderop in het leven.

## Mogelijke complicaties
- Pijn
- Verminderde functie, afhankelijk van de omvang van de tumor
- Bijwerkingen van chemotherapie (afhankelijk van het type van de chemotherapie)
- Verspreiding van de kanker naar andere nabijgelegen weefsels (metastase)